# Képi

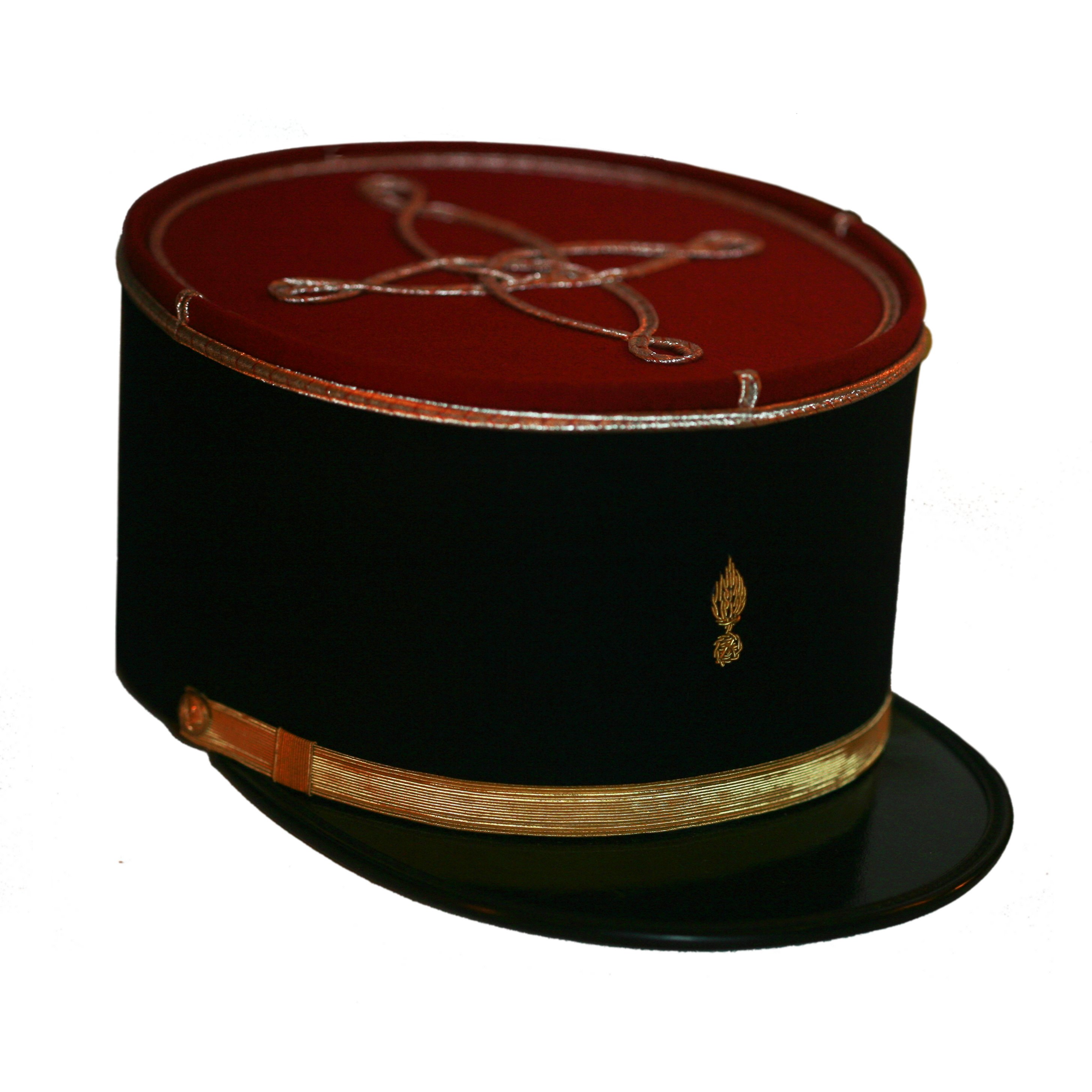
Képi francouzské armády

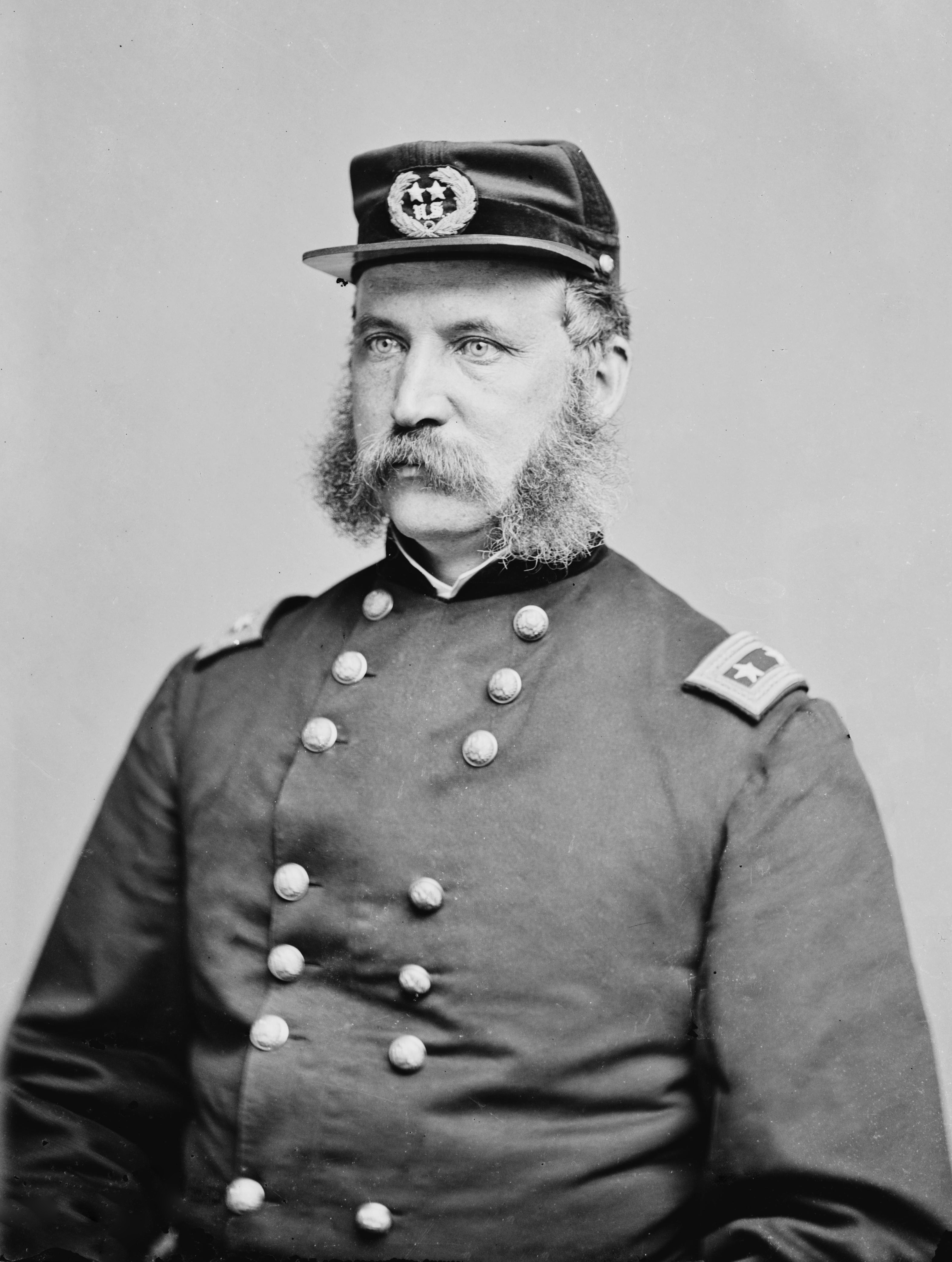
Képi jako součást stejnokroje unijního generála za americké občanské války (c. 1863)

Képi (fr., původně z alemánského Käppi, čepice) je lehká nízká vojenská čapka kruhovitého tvaru se štítkem tradičně spojená zejména se stejnokroji příslušníků francouzských ozbrojených složek. Právě ve francouzské armádě začala nahrazovat od 30. let 19. století při operacích v Alžíru těžší a méně praktickou čáku, poté byla adoptována i v samotné Francii a od druhé poloviny století až do začátku nového století našla velmi široké užití. Konec užívání képi v boji přinesla první světová válka a požadavek lepší ochrany, kdy ji začala vytlačovat helma Adrian.
V druhé polovině 19. století se ale také široce prosadila képi i do výbavy jiných armád. Ve Spojených státech je například tento druh čapky neodmyslitelně spojen s americkou občanskou válkou (byť tam je někdy odlišována také forage cap, která se z čáky vyvinula samostatně, je poněkud vyšší a tudíž válec nedrží tvar a poněkud se sune dopředu).